# هيلتون روت
هيلتون روت (بالإنجليزية: Hilton Root)‏ هو اقتصادي أمريكي، ولد في 18 أكتوبر 1951.